# Banjarejo (Tanjungsari)
Banjarejo is een bestuurslaag in het regentschap Gunung Kidul van de provincie Jogjakarta, Indonesië. Banjarejo telt 5015 inwoners (volkstelling 2010).